# Phare du lac Sainte-Claire

Le phare du lac Sainte-Claire (en anglais : Lake St. Clair Light), est un phare offshore du lac Sainte-Claire, dans le Comté de Macomb,Michigan.

## Historique
Un premier bateau-phare privé a marqué cette zone avant d'avoir été remplacé en 1878 par le bateau-phare LV-10 puis par le LV-75. 
En 1938 un phare offshore  a été érigé sur une fondation en pieux de tôle emboîtable, remplie de pierre et recouvert de béton. 

## Description
C'est une tour cylindrique de 12 m de haut en plaque d'acier centrée sur un bâtiment technique octogonal d'un étage. La tour est blanche avec une bande verte centrale .
Son feu isophase émet, à une hauteur focale de 16 m, une lumière verte de 3 secondes, par période de 6 secondes. Sa portée est de 7 milles nautiques (environ 13 km). il est aussi équipé d'un radar Racon.

## Caractéristiques dufeu maritime
Fréquence : 6 secondes (G)
- Lumière : 3 secondes
- Obscurité : 3 secondes

Identifiant  : ARLHS : USA-426 ; USCG :  7-8525 ; CCG : 709.

### Lien connexe
- Liste des phares au Michigan